# جورج كانون
جورج كانون (بالإنجليزية: George Cannon)‏ (15 فبراير 1891 في المملكة المتحدة - 1 مارس 1951 في المملكة المتحدة) هو لاعب كرة قدم بريطاني (وحمل سابقاً جنسية المملكة المتحدة لبريطانيا العظمى وأيرلندا) في مركز مهاجم داخلي. لعب مع نادي برينتفورد ونادي فولهام ونادي مارغيت ونادي ويمبلدون وTooting & Mitcham United F.C. ‏.